# Legends of Runeterra
Legends of Runeterra (Abkürzung: LoR) ist ein kostenlos spielbares Online-Sammelkartenspiel, das vom Publisher Riot Games entwickelt wurde.
Das Spiel wurde im Oktober 2019 im Rahmen des 10-Jahres-Jubiläums des Publishers, der bis dahin nur den Erfolgstitel League of Legends veröffentlicht hatte, gemeinsam mit einer Reihe anderer, zukünftiger Spiele sowohl für den Computer, als auch für das Smartphone (iOS und Android) angekündigt. Die offene Beta-Phase des Spiels wurde am 24. Januar 2020 gestartet, zuvor gab es zwei geschlossene Testphasen im Oktober und November 2019, an deren Ende alle Spielaccounts zurückgesetzt wurden.
Am 28. April 2020 wurde das Spiel mit der Version 1.0 inklusives eines neuen Kartensets und einer zusätzlichen Region veröffentlicht.
Im Zuge der Kürzungen und Umstrukturierungen bei Riot Games Anfang des Jahres 2024 wird es auch bei Legends of Runeterra zu Veränderungen kommen. Da LoR als eigenständiges Spiel bisher nicht rentabel ist, wird das Entwicklerteam verkleinert und sich zukünftig auf den PvE-Modus "The Path of Champions" als Kern des Spiels fokussiert.

## Spielwelt
Legends of Runeterra (LoR) ist im Universum von League of Legends angesiedelt, sodass Fähigkeiten und Geschichten der Charaktere aufgegriffen werden. Die Welt besteht aus zehn Regionen. Jede Karte ist mindestens einer Region zugeordnet. Jede Region hat Besonderheiten, die oft zum Stil der zugehörigen Champions passen und sich mit deren Fähigkeiten kombinieren lassen.

## Spielprinzip
Ein Legends-of-Runeterra-Kartendeck besteht aus 40 Karten, wovon maximal sechs Champions enthalten sein dürfen. Jedes Deck darf außerdem nur Karten aus zwei verschiedenen Regionen beinhalten, die auf dem Deck-Vorschaubild deutlich zu sehen sind. Jede Karte ist einer Region des fiktiven und namensgebenden Kontinents Runeterra zugeordnet.
Legends of Runeterra wird rundenbasierend gespielt. Ziel des Spiels ist es, durch Angriffe und Zauber den gegnerischen Nexus zu vernichten.
Der Nexus beider Spieler hat eine maximale Gesundheit von 20 Punkten.
Jede Karte hat ihre eigenen Mana-Kosten, die beim Ausspielen der Karte fällig werden. Zu Beginn jeder Runde wird das Mana vollständig aufgefüllt sowie das maximale Mana um 1 erhöht. Für die erste Runde hat jeder Spieler also 1 Mana zur Verfügung, für die zweite 2 usw. bis zu 10 Mana-Punkten. Zum Ende jeder Runde wird nicht verbrauchtes Mana in einen separaten Speicher für „Zauber-Mana“ überführt, der maximal 3 Mana-Punkte fassen kann und ausschließlich für Zauber- und Ausrüstungskarten genutzt werden kann. Das restliche ungenutzte Mana verfällt.
Die Spieler können in jeder Runde abwechselnd Karten ausspielen. Der Spieler mit Angriffsrecht darf einen Angriff anleiten, muss dies aber nicht zwingend tun. Angreifende Einheiten des Gegners können von eigenen ausgespielten Einheiten geblockt werden. Wird eine Einheit nicht geblockt, greift sie den gegnerischen Nexus direkt an. Haben beide Spieler alle gewünschten Karten ausgespielt, wird die Runde beendet, das Mana entsprechend der neuen Runde aufgefüllt und das Angriffsrecht an den anderen Spieler übergeben.

### Einheiten
Einheiten in LoR haben unterschiedliche Werte für Mana, Stärke und Leben. Diese Werte können in einem gewissen Maß verändert werden; Veränderungen zu Gunsten des Besitzers werden durch grüne Zahlen angezeigt – Veränderungen zu seinen Ungunsten durch rote Zahlen. Der Mana-Wert einer Einheit zeigt die Mana-Kosten an, die gezahlt werden müssen, um die Karte auszuspielen. Dabei kosten die günstigsten Karten 0 Mana, die derzeit teuerste Karte „Wächter im Eis“ kostet 17 Mana. Der Stärkewert einer Karte (unten links auf gelbem Grund) definiert den Schaden, den sie an gegnerischen Einheiten oder dem Nexus bei einem Angriff anrichtet.
Der Lebenswert einer Karte (unten rechts auf rotem Grund) zeigt die aktuellen Trefferpunkte einer Karte an. Wird der Einheit Schaden zugefügt, ist dieser bleibend und wird nicht am Ende der Runde zurückgesetzt (eine Ausnahme bilden Einheiten mit dem Schlüsselwort Erholung). Erreicht der Lebenswert einer Einheit einen Wert ≤0, stirbt sie und wird vom Feld entfernt.
Jeder Spieler kann maximal sechs Einheiten zeitgleich auf dem Feld haben. Um eine neue Einheit auf ein volles Spielfeld zu beschwören, muss ein Spieler eine seiner bereits beschworenen Einheiten ersetzen, wodurch diese aus dem Spiel entfernt wird.
Einheiten werden zusätzlich in Begleiter und Champions unterteilt. Beinahe alle Champions in LoR wurden aus dem Spiel League of Legends übernommen und sowohl Werte als auch Fähigkeiten an die Vorlage angelehnt. Alle Champions haben die Möglichkeit eines Stufenaufstiegs, für den eine auf der Karte ausgewiesene Bedingung erfüllt sein muss. Ein Stufenaufstieg erhöht meist die Stärke- und Lebenspunkte des Champions und verleiht ihm zudem einen zusätzlichen Effekt. Alle restlichen ausspielbaren Einheiten sind Begleiter.
Zusätzlich zu ihren Werten können Einheiten verschiedene Effekte sowie eines oder mehrere der folgenden Schlüsselwörter aufweisen:

### Zauber
In Legends of Runeterra gibt es Zauber mit vier verschiedenen Attributen: Sofortzauber werden sofort gewirkt, der Gegner kann erst anschließend reagieren. Schnellzauber können jederzeit, bspw. auch im Kampf, gespielt werden. Der Gegner bekommt vor dem Wirken jedoch die Chance, darauf mit einem eigenen Zauber zu reagieren. Langsame Zauber können nur außerhalb eines Kampfes gewirkt werden. Der Gegner bekommt auch hier die Chance, mit einem Schnell- oder Sofortzauber zu reagieren. Wird auf Zauber reagiert, so wird der zuletzt gespielte Zauber zuerst gewirkt. Auch auf die Reaktion eines Zaubers kann wiederum reagiert werden, sodass eine Kette von mehreren Zaubern entstehen kann. In der im März 2021 erschienenen Erweiterung „Imperien der Aufgestiegenen“ wurden zudem Fokuszauber eingeführt, welche, wie auch Sofortzauber, sofort gewirkt werden, allerdings nicht im Kampf oder als Reaktion auf die Zauber des Gegners ausgespielt werden können.

### Wahrzeichen
Die im Oktober 2020 erschienene Erweiterung „Monumente der Macht“ führte mit Wahrzeichen einen dritten Kartentyp ein. Auf dem Spielfeld nutzen Wahrzeichen denselben Platz wie Einheiten, verfügen allerdings weder über Stärke noch Leben und können keine Angriffe einleiten oder abwehren. Stattdessen verfügen sie über Effekte, die unter bestimmten Bedingungen, etwa zu Rundenbeginn oder beim Beschwören einer Einheit, aktiviert werden und so den Spielverlauf beeinflussen.

### Ausrüstungen
Der zurzeit neueste Kartentyp, Ausrüstungen, wurde im August 2022 in der Erweiterung „Die Saga der Düsteren: Erwachen“ eingeführt. Ausrüstungen können auf bereits auf dem Feld befindliche Einheiten ausgespielt werden, um diese so zu verstärken. Diese Verstärkungen können dabei einen erhöhten Lebens- oder Stärkewert, positive Schlüsselwörter oder auch das Gewähren von Effekten, bspw. das Erschaffen von Karten, wenn der Träger der Ausrüstung angreift, umfassen. Stirbt eine Einheit, die mit einer Ausrüstung versehen wurde, so kehrt die Ausrüstung auf die Hand ihres Spielers zurück und kann von diesem auf weitere Einheiten ausgespielt werden.

### Kampfsystem
In Legends of Runeterra wechselt das Angriffsrecht nach jeder Runde. Hat ein Spieler das Angriffsrecht, darf er jederzeit den Angriff mit beliebig vielen ausgespielten Einheiten einleiten. Dies kann, je nach taktischem Vorteil vor, zwischen oder auch nach dem Ausspielen von Einheiten passieren. Die Reihenfolge, in der die angreifenden Einheiten auf das Schlachtfeld gezogen werden, ist dabei für die Angriffsreihenfolge von Bedeutung. Durch das Kombinieren dieser Reihenfolge, verschiedener Zauber sowie Einheiten und Champions und deren Fähigkeiten und Schlüsselwörter ergibt sich eine erhöhte strategische Komplexität.

## Monetarisierung
Wie Executive Producer Jeff Jew und Andrew Yip von Riot Games in dem Enthüllungsvideo zu Legends of Runeterra erklärten, waren die gängigen Monetarisierungsmodelle durch Lootboxen und Boosterpacks von Branchen-Konkurrenten wie Hearthstone: Heroes of Warcraft und die damit einhergehende Frustration durch den hohen nötigen Einsatz von Geld oder Zeit für den Entwickler Inspirationen, ein neues System zu schaffen: die "Wildcards". Über diese Wildcards, die durch Spielen freischaltbar sind und nur in begrenzter Zahl käuflich erwerbbar sind, kann jede gewünschte Karte direkt freigeschaltet werden. So kann ein Deck aus Wunschkarten mit deutlich weniger Aufwand gestaltet werden als in vergleichbaren Spielen üblich.
Da Lootboxen von der breiten Spielergemeinschaft oft kritisch gesehen werden, und sich auch vermehrt Gesetzgeber mit dem Thema des Glücksspiels in Spielen durch Lootboxen beschäftigen, gab es für diesen neuen Ansatz viel positive Rückmeldung von Spielern und Videospiel-Redaktionen.
Durch das System der Wildcards werden die beiden Ansätze vereint, einerseits eine schnelle Wunsch-Deck-Erstellung zu ermöglichen und andererseits den Spielern die Möglichkeit zu geben, nach und nach mehr Karten zu sammeln und freizuschalten. Auf kostenpflichtige Lootboxen wird zu Gunsten der Wildcards komplett verzichtet, nach Feedback von den ersten Testern wurden jedoch kostenlose Lootboxen implementiert, die zufällige Karten einer vom Spieler bestimmten Region enthalten, um den Spaß am Öffnen zufälliger Pakete zu bieten.
Wie in League of Legends will Riot Games auch bei Legends of Runeterra auf eine Finanzierung durch kosmetische Inhalt wie unterschiedliche Kartenrückseiten oder den "Beschützer" setzen, der auf dem ebenfalls auswechselbaren Spielfeld herumtollt, aber keine Auswirkungen auf das Spiel selbst hat.

## Turniere und eSport
Das erste offizielle Turnier in Legends of Runeterra wurde an den Tagen nach der Veröffentlichung der Offenen Betaphase auf der DreamHack 2020 in Leipzig bestritten. Für das Turnier wurde von Publisher Riot Games ein Betrag von insgesamt 3.000,00 EUR an Preisgeld ausgegeben, wovon die Hälfte an die Siegerin 4viendha ausgeschüttet wurde.
Riot Games möchte den Fokus auf das Spiel legen, schließt aber einen späteren Aufbau einer kompetitiven Szene nicht aus. Riot Games arbeitet für Legends of Runeterra mit künstlerischen Partnern zusammen.

## Belege
1. 1 2 3 4  Legends of Runeterra. Abgerufen am 27. Januar 2020.
2. ↑  Freaks 4U Gaming GmbH freaks4u.com: Legends of Runeterra: Riot Games kündigt Kartenspiel an. Abgerufen am 27. Januar 2020.
3. ↑  Legends of Runeterra. Abgerufen am 28. Januar 2024.
4. ↑  Legends of Runeterra: Start der offenen Beta steht kurz bevor. In: gaming-grounds.de. 13. Januar 2020, abgerufen am 5. Februar 2020.
5. ↑  Karte von Runeterra – Universum – League of Legends. Abgerufen am 27. Januar 2020.
6. ↑  Legends of Runeterra. Abgerufen am 5. Februar 2020 (englisch).
7. ↑  Was sind Schlüsselwörter und wie funktionieren sie im Kampf? Abgerufen am 7. Mai 2020.
8. ↑  Legends of Runeterra: Einsteiger-Guide – Alles, was ihr wissen müsst. In: Mein-MMO.de. 27. Januar 2020, abgerufen am 5. Februar 2020.
9. ↑  Legends of Runeterra: Enthüllung | Offizielle Ankündigung und erster Blick. Abgerufen am 27. Januar 2020.
10. ↑  Sport1.de: Glücksspiel! FIFA 18 droht Verbot in Belgien wegen Lootboxen. Abgerufen am 27. Januar 2020.
11. 1 2  Legends of Runeterra - Das könnte selbst Jan Böhmermann gefallen. Abgerufen am 27. Januar 2020.
12. ↑  [Ext] Legends of Runeterra – Flo vs 4viendha. In: Toornament. Webedia SA, Frankreich, abgerufen am 27. Januar 2020.
13. ↑  [Ext] Legends of Runeterra. In: Toornament. Webedia SA, Frankreich, abgerufen am 27. Januar 2020.